# ارمن لوران
پل متیو هرمن لوران ریاضیدان فرانسوی زاده ۲ سپتامبر سال ۱۸۴۱ شهر لوکزامبورگ است. از کارهای وی می‌توان به سری لوران و تابع اعداد مختلط اشاره کرد.